# Céfapirine
La céfapirine est une molécule antibiotique.

## Mode d'action
La céfapirine inhibe la PLP, enzyme permettant la synthèse du peptidoglycanne bactérien.